# Aleksandr Uwarow
Aleksandr Wiktorowicz Uwarow (ros. Александр Викторович Уваров, ur. 13 stycznia 1960 w Moskwie) – rosyjski piłkarz występujący na pozycji bramkarza oraz trener bramkarzy.
W czasie swojej kariery Uwarow grał w Dynamie Moskwa oraz Maccabi Tel Awiw. Był uczestnikiem Mistrzostw Świata 1990.